# Condado de King (Washington)
El condado de King se encuentra en el estado estadounidense de Washington. Su población según el censo del año 2000 era de 1.737.034, y en el 2007 se estimaba de 1.859.284. Por población el condado de King es el mayor del estado de Washington, y hace el número 14 de los más poblados de todos los Estados Unidos. Es uno de los condados más avanzados en el ámbito educativo de toda la nación, pues aproximadamente la mitad de su población posee un título universitario. 

La sede de condado es la ciudad de Seattle, que también es la mayor ciudad del estado de Washington. Cerca de dos terceras partes de la población habita en los alrededores de la ciudad. El condado de King se encuentra también entre los cien condados con mayores ingresos de los Estados Unidos de América.

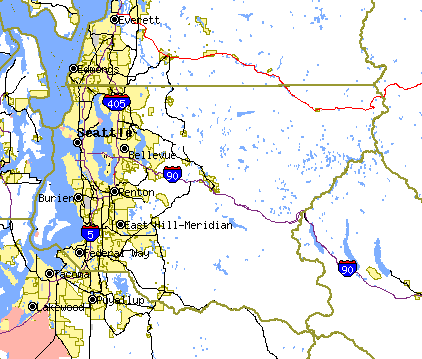

## Características geográficas
- Terreno
  - Cascade Range
  - Harbor Island
  - Issaquah Alps
  - Maury Island
  - Mercer Island
  - Mount Baker-Snoqualmie National Forest
  - Mount Daniel, el punto más alto del condado de King
  - Mount Si
  - Sammamish Plateau
  - Vashon Island

- Agua
  - Cedar River
  - Coal Creek
  - Green/Duwamish River
  - Elliott Bay
  - Tolt River
  - Issaquah Creek
  - Lake Sammamish
  - Lake Washington
  - Puget Sound
  - Snoqualmie River
  - White River
  - Melakwa Lake

### Áreas incorporadas
| - Algona - Auburn (parcial) - Beaux Arts Village - Bellevue - Black Diamond - Bothell (parcial) - Burien - Carnation - Clyde Hill - Covington - Des Moines - Duvall - Enumclaw | - Federal Way - Hunts Point - Issaquah - Kenmore - Kent - Kirkland - Lake Forest Park - Maple Valley - Medina - Mercer Island - Milton (parcial) - Newcastle - Normandy Park | - North Bend - Pacific (parcial) - Redmond - Renton - Sammamish - SeaTac - Seattle - Shoreline - Skykomish - Snoqualmie - Tukwila - Woodinville - Yarrow Point |

### Lugares designados por el censo (CDPs)
| - Ames Lake - Baring - Boulevard Park - Bryn Mawr-Skyway - Cascade-Fairwood - Cottage Lake - East Hill-Meridian - East Renton Highlands - Eastgate - Fairwood - Fall City | - Hobart - Inglewood-Finn Hill - Kingsgate - Lake Holm - Lake Marcel-Stillwater - Lake Morton-Berrydale - Lakeland North - Lakeland South - Lea Hill - Maple Heights-Lake Desire | - Mirrormont - Ravensdale - Riverbend - Riverton-Boulevard Park - Shadow Lake - Tanner - Union Hill-Novelty Hill - Vashon - West Lake Sammamish - White Center - Wilderness Rim |

## Otras comunidades
Esta lista puede contener comunidades ubicadas totalmente dentro de ciudades, pueblos, o CDPs, ya contempladas en la sección anterior.
| - Adelaide - Alpental - Avondale - Bayne - Bitter Lake - Buena - Burton - Cedar Falls - Coal Creek - Cumberland - Denny Creek - Dockton - Duwamish - Earlmount - East Union - Ernie's Grove - Fairwood - Four Corners - Garcia | - Grotto - Hazelwood - Houghton - Juanita - Kanaskat - Kangley - Kennydale - Klahanie - Krain - Lake Alice - Lake Joy - Lake Sawyer - McMicken Heights - Midway - Mirror Lake - Morganville - Naco - Newport Hills | - North City - Osceola - Palmer - Portage - Preston - Queensgate - Redondo - Redondo Beach - Richmond Beach - Richmond Highlands - Selleck - Scenic - Shorewood - Spring Glen - Sylvan Beach - Tahlequah - Totem Lake - Wabash - Wilderness Village - Woodmont Beach |